# Marion Jones
Marion Lois Jones (Los Ángeles, California, 12 de octubre de 1975) es una exatleta estadounidense especialista en pruebas de velocidad y salto de longitud que ganó tres medallas de oro y dos de bronce en los Juegos Olímpicos de Sídney 2000. En octubre de 2007 confesó, ante un Tribunal Federal de Estados Unidos, haber consumido sustancias no autorizadas en dicha competición, por lo que fue sancionada y le fueron retiradas las cinco medallas olímpicas.

## Biografía
Marion comenzó a destacar precozmente en atletismo y con tan solo quince años sus marcas ya estaban entre las 20 mejores del ranking mundial, y estuvo cerca de poder participar de los Juegos Olímpicos de Barcelona 1992.
Sin embargo luego pasó unos años alejada del atletismo y dedicada al baloncesto, deporte con el que llegaría a ser campeona nacional universitaria en 1994 con la Universidad de Carolina del Norte.
Su consagración definitiva como velocista llegó en 1997, cuando ganó el oro de los 100 m y los relevos 4 x 100 m en los Campeonatos del Mundo de Atenas, además de liderar la clasificación mundial tanto en 100 m como en 200 m.
En 1998 contrajo matrimonio con el lanzador de peso C. J. Hunter que en 1999 se consagró como campeón mundial de la especialidad. Ese año durante la Copa del Mundo de Johannesburgo hizo las mejores marcas de su vida en 100 y 200 m, con 10,65 y 21,62 s respectivamente, que la situaban segunda en la clasificación mundial de todos los tiempos en ambas pruebas. Ese año también lideró la clasificación mundial de salto de longitud con 7,31 m.
En los Campeonatos del Mundo de Sevilla 1999 intentó ganar cuatro medallas de oro, algo que nadie había logrado. Al final ganó el oro en los 100 m y fue 3.ª en salto de longitud, pero se lesionó durante las semifinales de los 200 m, debiendo abandonar la competición.
El acontecimiento más importante de su vida profesional fueron los Juegos Olímpicos de Sídney 2000, donde llegó clasificada para intentar ganar cinco medallas de oro. La expectativa creada fue muy grande y finalmente aunque no logró su propósito, tuvo una gran actuación, ganando tres medallas de oro (100 m, 200 m y relevos 4x400 m) y dos de bronce (salto de longitud y relevos 4 x 100 m). Esto la convirtió en la gran figura del atletismo en esos Juegos Olímpicos.
Después de los Juegos su entonces marido C. J. Hunter se vio envuelto en un escándalo de dopaje, y esto causó que muchos comenzaran a sospechar también de Marion Jones.
Participó en los Campeonatos del Mundo de Edmonton 2001, donde sufrió una inesperada derrota en la final de los 100 m frente a la ucraniana Zhanna Pintusevich. Era su primera derrota en los 100 m desde hacía cuatro años. En Edmonton ganó el oro en los 200 m y en los relevos 4 x 100 m.
Ese mismo año se divorció de C. J. Hunter. Luego inició otra relación con el velocista Tim Montgomery, que en 2002 llegó a ser plusmarquista mundial de 100 m. Así el matrimonio entre el hombre y la mujer más rápidos del mundo se convirtió en la pareja de moda. En 2002 se mantuvo como la número uno del ranking mundial ganando todas las ligas mundiales de la IAAF. En 2003 Jones no participó en los Campeonatos del Mundo de París ya que dio a luz a su primer hijo, llamado Tim.
Su nuevo objetivo estaba centrado en los Juegos Olímpicos de Atenas 2004. Sin embargo meses antes de los Juegos, y a raíz de una investigación iniciada por las autoridades deportivas de su país sobre un nuevo producto dopante llamado Tetrahidrogestrinona (THG) producido por los laboratorios Balco, se revivieron y fortalecieron las sospechas de dopaje hacia ella y se vio muy salpicada por este escándalo, al igual que su marido.
Aunque Jones no llegó a ser acusada formalmente, su imagen salió malparada y se vio constantemente perturbada por la investigación, lo cual le impidió entrenar adecuadamente para la cita olímpica. No logró clasificarse para competir ni en 100 ni en 200 metros en Atenas. Sólo estuvo presente en salto de longitud, donde acabó 5.ª, y en los relevos 4 x 100 m donde las estadounidenses fueron descalificadas en la final. Fue un fracaso en toda regla.
Además, tras el final de los Juegos continuó envuelta en el escándalo por dopaje. En diciembre de 2004 el principal responsable de la trama de los laboratorios Balco, Victor Conte, relató durante una entrevista televisiva que Marion se había estado dopando desde hacía varios años y que él mismo le había enseñado a utilizar la TGH.
Se divorció de Tim Montgomery a comienzos de 2005. Ese año prácticamente no compitió, y una lesión le impidió acudir a los mundiales de Helsinki.
Reapareció en 2006, donde logró algunas buenas marcas, siendo la segunda de la clasificación mundial en 100 m con 10,91 s. Sin embargo, en el mes de junio se vio nuevamente envuelta en problemas al dar positivo un control antidopaje por EPO, aunque el contraanálisis demostró que se había tratado de un error. 
A finales de 2006 declaró que ya estaba pensando en su retirada definitiva del atletismo, pues estaba cansada de las continuas sospechas que se difundían sobre ella.
En octubre de 2007, tras meses de investigaciones y juicios, finalmente fue declarada culpable de haberse dopado durante los Juegos Olímpicos de Sídney 2000, devolviendo las cinco medallas obtenidas y siendo suspendida por dos años. Ella, por su parte, anunció su retirada definitiva del atletismo. Al mismo tiempo se le anularon los resultados de todas las competiciones que disputó desde el 1 de septiembre de 2000, debiendo devolver todas las medallas, puntos y premios ganados a partir de entonces.

## Sentenciada a 6 meses de prisión
En enero del 2008, el juez de la Corte de Distrito de Estados Unidos (White Plains), Kenneth Karas, impuso a la famosa velocista la máxima pena, después de que se declaró culpable de dos acusaciones en octubre. 
La primera por mentir a los investigadores sobre su dopaje y la segunda, por perjurio en un caso criminal por fraude y lavado de dinero en el que estuvo vinculado su excompañero Tim Montgomery, también atleta y poseedor en su momento del récord mundial de 100 metros lisos con 9,78 segundos. 
El juez Karas explicó que con la sentencia se enviaba un mensaje a los atletas que habían recurrido a drogas prohibidas y olvidado los valores de trabajo duro, dedicación y espíritu deportivo. 
Además de la pena de prisión, Marion Jones estaría dos años en libertad condicional, durante los cuales tendría que cumplir 800 horas de servicio comunitario. 
Al salir del tribunal, Jones dio unas breves declaraciones a los medios. "Como pueden imaginar estoy extremadamente desilusionada con todo esto; pero así como di la cara en los años de victoria ahora lo hago por lo que es correcto". 
"Respeto la decisión del juez y espero que la gente aprenda de mis errores", agregó. Asimismo, Gordon explicó que 
"la atleta fue en algún momento un símbolo para todo lo bueno del deporte femenino". 
"Durante años negó vehementemente haber usado sustancias prohibidas, pero en octubre pasado en una declaración en medio de las lágrimas no sólo reconoció su culpa, sino también su participación en un caso de fraude y haber mentido a los investigadores".
Jones tiene el número del Agencia Federal de Prisiones 84868-054.

## Sin medallas y sin dinero
La Federación Internacional de Atletismo había suspendido ya a Jones por dos años y anuló todos sus resultados en las pistas desde septiembre de 2000.
Después de su confesión, Marion Jones, a sus 31 años, debió devolver todos los premios ganados a partir del año 2000 y, según fuentes cercanas a la atleta, ahora se enfrenta a serios problemas económicos.
El pasado 12 de diciembre el Comité Olímpico Internacional (COI) le quitó a Jones las cinco medallas (3 de oro y 2 de bronce) obtenidas en las Olimpiadas de Sídney. 
"Les pido que me tengan compasión como ser humano que soy", dijo llorando la atleta fuera de la Corte, donde leyó una declaración.
"Es con gran vergüenza que estoy delante de ustedes para decirles que he traicionado su confianza", declaró en ese entonces la atleta antes de implorar perdón.
"Decepcioné a mi familia, decepcioné a mi país y me decepcioné a mi misma. Les pido perdón por mis acciones y espero que en sus corazones lo puedan hacer", señaló la velocista. 
Los abogados de la atleta habían pedido una sentencia limitada o arresto domiciliario por considerar que ya había pagado suficientemente la culpa con el retiro de las medallas y de los premios. 
"Ya sin medallas ni premios, su última caída termina con una sentencia de prisión y dos años de libertad condicional".

## Resultados
| Año  | Competición          | Lugar    | Puesto | Marca |
| ---- | -------------------- | -------- | --- | --- |
| 1997 | Campeonato del Mundo | Atenas   | 1.ª en 100 m 1.ª en 4 × 100 m | 10,83 s 41,47 s |
| 1999 | Campeonato del Mundo | Sevilla  | 1.ª en 100 m 3.ª en longitud | 10,70 s 683 cm |
| 2000 | Juegos Olímpicos     | Sídney   | 1.ª en 100 m (anulado por dopaje) 1.ª en 200 m (anulado por dopaje) 3.ª en longitud (anulado por dopaje) 3.ª en 4 × 100 m (anulado por dopaje) 1.ª en 4 × 400 m (anulado por dopaje) | 10,75 s (anulado por dopaje) 21,84 s (anulado por dopaje) 692 cm (anulado por dopaje) 42,20 s (anulado por dopaje) 3:22,62 s (anulado por dopaje) |
| 2001 | Campeonato del Mundo | Edmonton | 2.ª en 100 m (anulado por dopaje) 1.ª en 200 m (anulado por dopaje) 1.ª en 4 × 100 m                                                                                                 | 10,85 s (anulado por dopaje) 22,39 s (anulado por dopaje) 41,71 s (anulado por dopaje)                                                            |
| 2004 | Juegos Olímpicos     | Atenas   | 5.ª en longitud | 685 cm |

## Marcas personales
- 100 m - 10,65 s (Johannesburgo, 1998)
- 200 m - 21,62 s (Johannesburgo, 1998)
- 400 m - 49,59 s (Walnut , 2000)
- Salto de longitud - 7,31 m (Zúrich, 1998)